# Saint-Jean-Pied-de-Port
Saint-Jean-Pied-de-Port (baskiska Donibane Garazi) är en kommun i departementet Pyrénées-Atlantiques i regionen Nouvelle-Aquitaine i den baskiska delen av sydvästra Frankrike. Kommunen ligger i kantonen Saint-Jean-Pied-de-Port som tillhör arrondissementet Bayonne. Saint-Jean-Pied-de-Port var huvudstad i den historiska provinsen Nedre Navarra och tidigare en del av kungariket Navarra. År 2022 hade Saint-Jean-Pied-de-Port 1 487 invånare.

## Befolkningsutveckling
Antalet invånare i kommunen Saint-Jean-Pied-de-Port
| Referens: INSEE |